# Arne Mattsson
Arne Mattsson (* 2. Dezember 1919 in Uppsala; † 26. Juni 1995) war ein schwedischer Filmregisseur und Drehbuchautor.

## Leben
Arne Mattsson war nach einem Ingenieurstudium zunächst Regieassistent von Per Lindberg und inszenierte Kurzfilme. 1944 drehte er mit ...och alla dessa kvinnor seinen ersten Langspielfilm. International bekannt wurde er 1951 mit dem Film Sie tanzte nur einen Sommer, allerdings mehr durch eine kurze Nacktszene der Hauptdarsteller Ulla Jacobsson und Folke Sundquist als wegen dessen künstlerischen Qualitäten. Als sein „wohl bedeutendster, von kommerzieller Rücksicht unbeeinflußter Film“ gilt Das Brot der Liebe (1953).
Mehrere seiner Werke inszenierte er nach bekannten literarischen Vorlagen, wie Salka Valka (1954) nach Halldór Laxness und Körkarlen (1958) nach Selma Lagerlöf. Daneben entstanden zahlreiche belanglose Streifen verschiedenster Genres, häufig Kriminalfilme einfachster Qualität. In seinen letzten Berufsjahren war er auch in internationalen Produktionen tätig. Mit rund 60 Filmen gehörte Mattsson zu den produktivsten schwedischen Regisseuren.

## Filmografie (Auswahl)
- 1951: Sie tanzte nur einen Sommer (Hon dansade en sommar)
- 1952: Du sollst nicht begehren (Hård klang)
- 1952: Es geschah aus heißer Jugendliebe (För min heta ungdoms skull)
- 1953: Das Brot der Liebe (Kärlekens bröd)
- 1956: Der Herr von Tjurö (Storm över Tjurö)
- 1957: Es geschah in einer Frühlingsnacht (Primavera de la vida)
- 1958: Mannequin in Rot (Mannekäng i rött)
- 1958: Wenn die Nebel fallen (Damen i svart)
- 1959: Die Gräfin mit der Peitsche (Ryttare i blått)
- 1959: Fuhrmann des Todes (Körkarlen)
- 1960: Sommer und Sünder (Sommar och syndare)
- 1965: Die Jungfrau in der Hängematte (Blåjackor) – auch Drehbuch
- 1965: Die Verkommenen (Morianerna) – auch Drehbuch
- 1965: Nattmara – Der Killer von Stockholm (Nattmara) – auch Drehbuch
- 1966: Schlafwagenmörder (Mördaren - En helt vanlig person)
- 1985: Investigator (Mask of Murder) – auch Drehbuch
- 1986: The Girl – Ein gefährliches Mädchen (The Girl)